# Baudelokapel

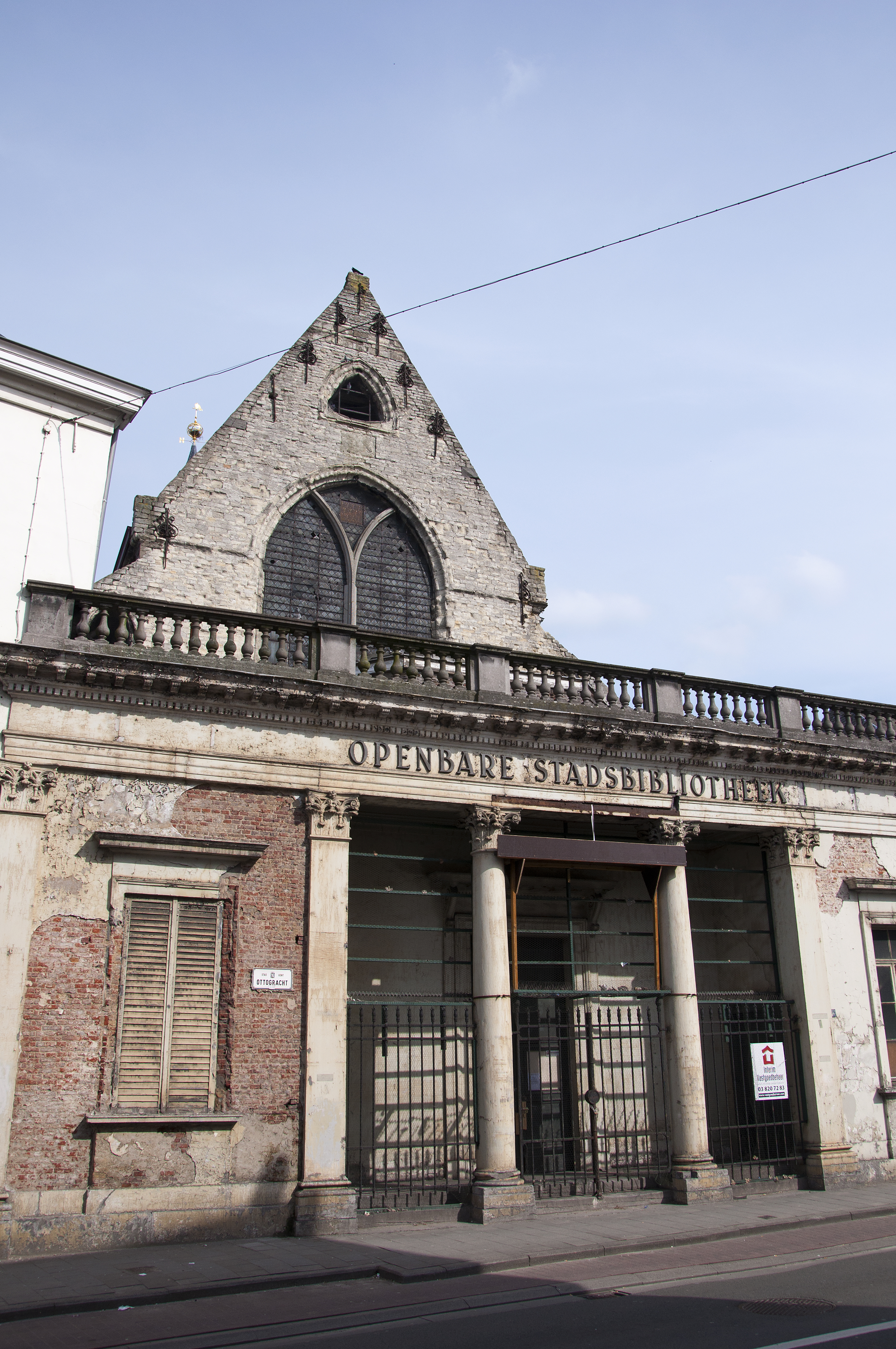
De Baudelokapel

De Baudelokapel is de voormalige kapel van de abdij van Baudelo, aan de Ottogracht van de Belgische stad Gent. Anno 2019 is de kapel onttrokken aan de eredienst en omgevormd tot een markt.

## Geschiedenis
Wolfgang Amadeus Mozart speelde orgel in de kapel bij zijn bezoek aan de stad in 1765. In de 19e en 20e eeuw was de kapel een tijdlang een bibliotheek, de Baudelobibliotheek. Vanaf 1979 stond ze leeg tot men ze bij het begin van de 21e eeuw omvormde tot een markt.

## Galerij

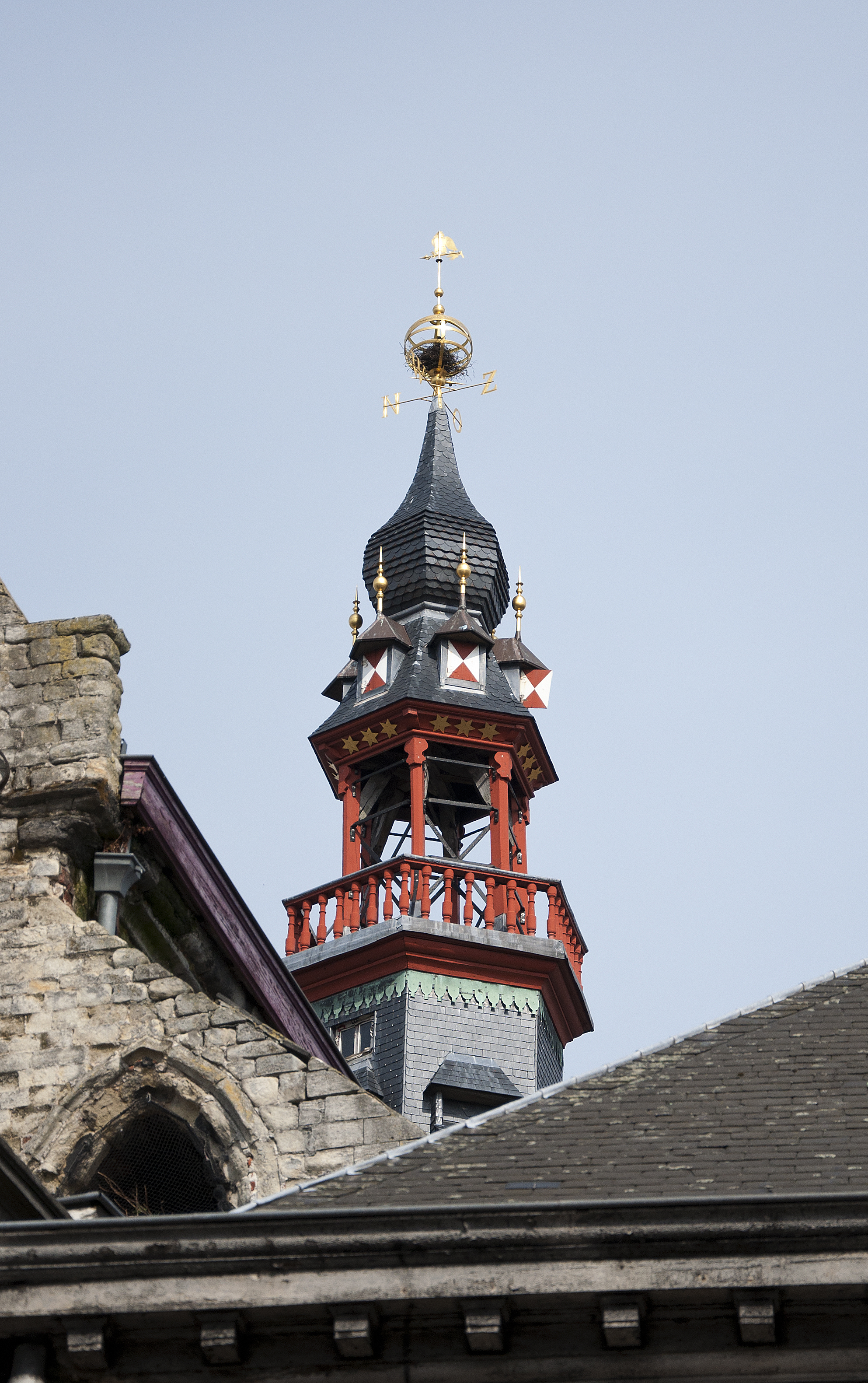
De toren op de kapel
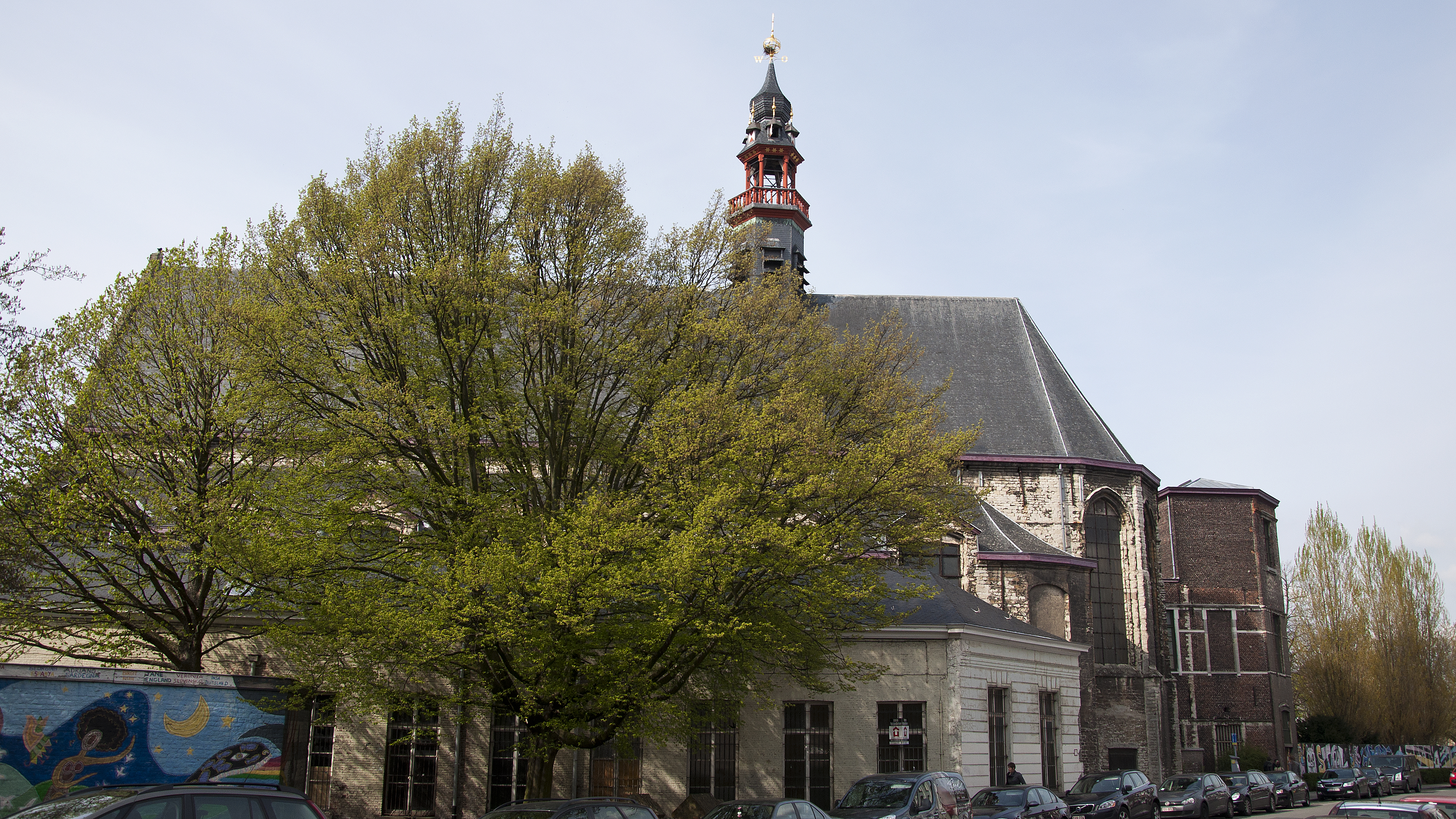
De kapel
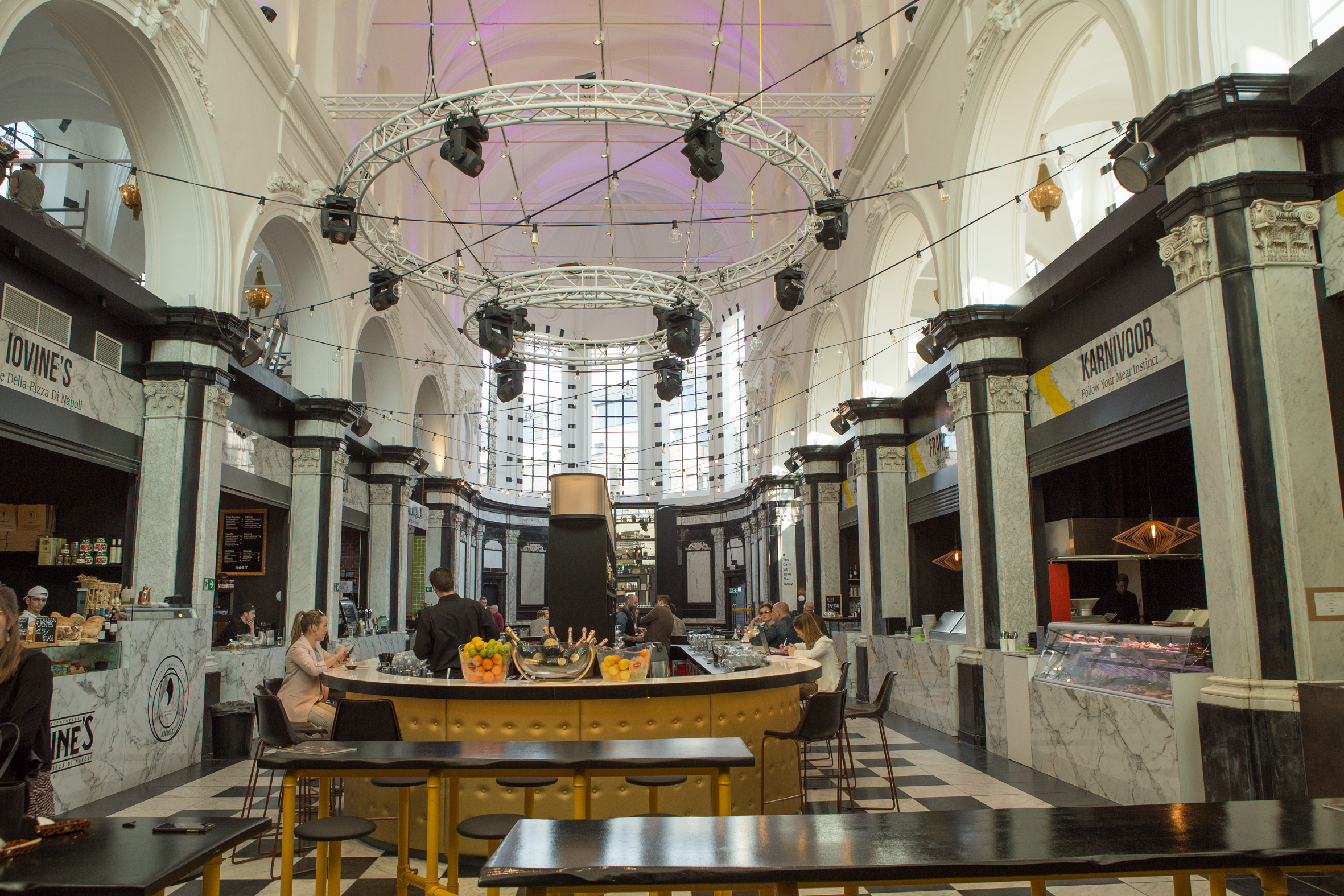
Holy Food Market
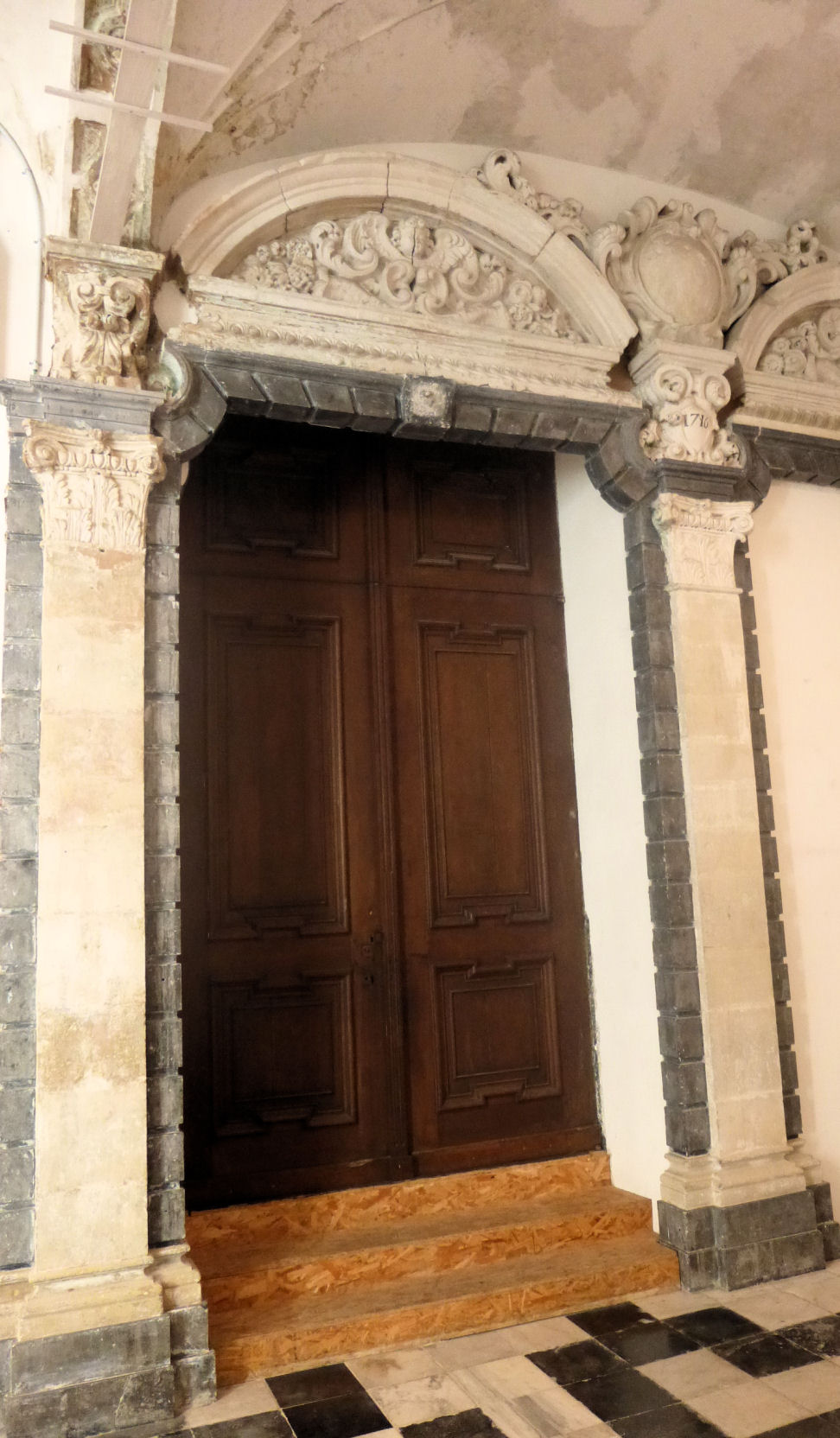
Portaal van de Abdijkerk, langs de abdijzijde